# Lottigna

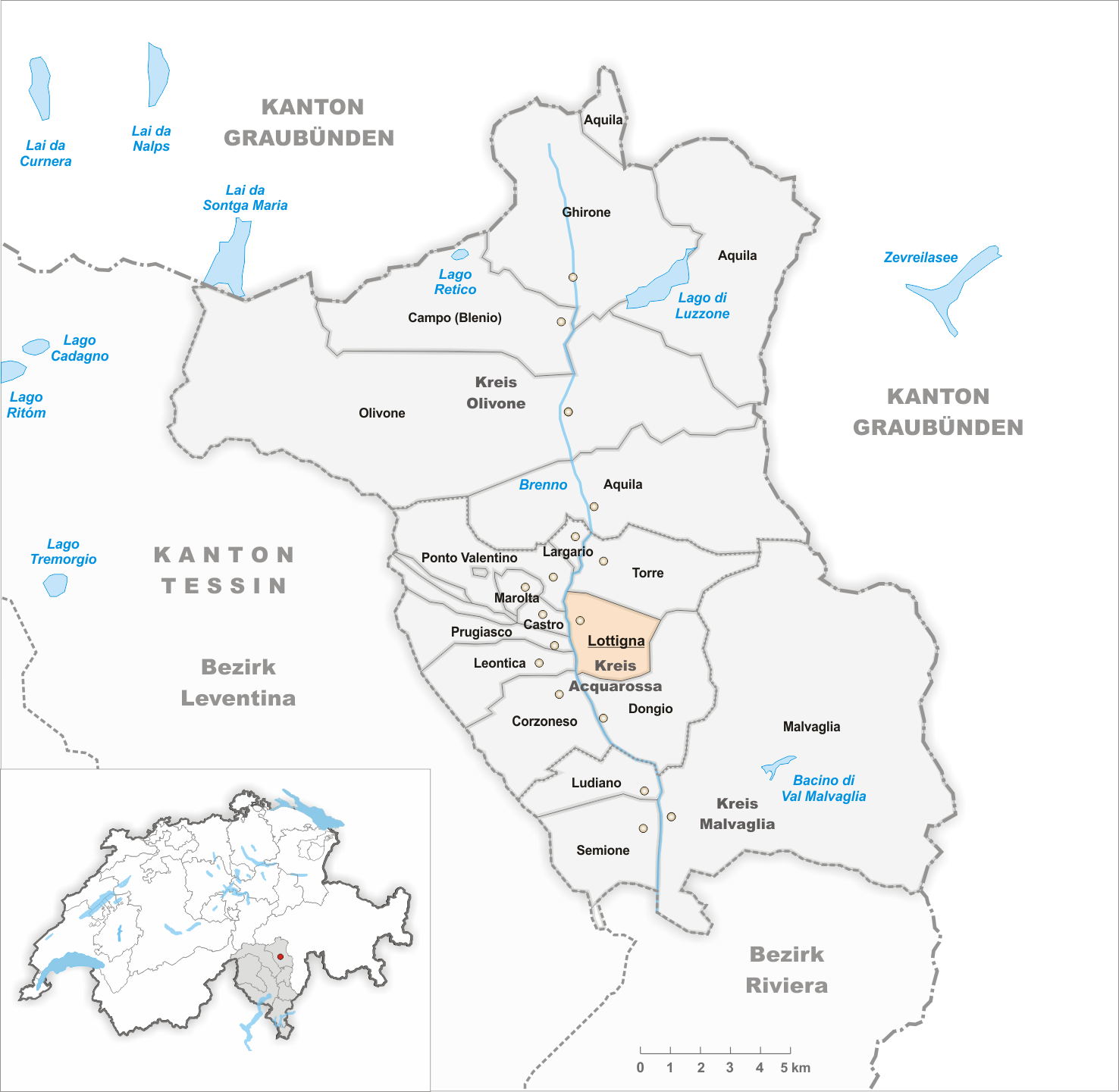
Gemeindestand vor der Fusion am 4. April 2004

Werner Friedli (Fotograf): Lottigna mit Ponto Valentino und Sosto im Hintergrund, historisches Luftbild (1953)

Lottigna war eine politische Gemeinde im Kreis Acquarossa, im Bezirk Blenio des schweizerischen Kantons Tessin. Zu Lottigna gehörte bis 2004 der Kurort Acquarossa. Sie fusionierte 2004 zur neuen Gemeinde Acquarossa.

## Geographie
Lottigna liegt auf 678 Metern über Meer am östlichen Ufer des Flusses Brenno und am Fuss des Berges Simano. Nachbardörfer sind im Norden Grumo und Torre. Im Osten ist das Terrain hochalpin und über rund 18 km unbewohnt. Der Osthang weist keine Alpwirtschaften auf. Im Süden befindet sich der Ort Acquarossa mit den gleichnamigen Kurort, bestehend aus den Fraktionen Comprovasco (früher Gemeinde Leontica) und Stallaccia (früher Gemeinde Corzoneso). Im Westen trennt der Brenno das Dorf Lottigna von Prugiasco, Castro und Ponto Valentino. Bei All'Acqua und Acquarossa bestehen Brücken.
Die ehemalige politische Gemeinde Lottigna grenzte von Norden her im Uhrzeigersinn an die vormaligen Gemeinden Torre, Dongio, Corzoneso, Leontica, Prugiasco, Castro und Ponto Valentino.
Durch die erhöhte Lage hat Lottigna eine gute Sicht auf die umliegenden Orte im Westen. Diese liegen am Fuss des halbkreisförmig zum 2195 Meter hohen Punta di Larescia (Cima di Gorda) im Norden und zum 2417 Meter hohen Pizzo Erra im Süden auslaufenden 2586 Meter hohen Pizzo Molare. Ein Seitenkamm des Matro schliesst die Sicht nach Süden. Im Osten erhebt sich der 2580 Meter hohe Cima del Simano, der zum 2843 Meter hohen Cima di Gana Bianca aufsteigt. Im Norden sind überdies der Cima di Pinadee mit 2486 Metern und der 2221 Meter hohe Sosto bei Olivone sichtbar.

## Geschichte
Eine erste Erwähnung findet das Dorf im Jahre 1201 unter dem Namen Lotingnia. 1309 war es eine vicinia, die zur fagia de medio oder Fagia von Aquila gehörte. Das Kloster Disentis besass einen Monastero (dt.: Kloster) genannten Grundbesitz. Nachdem es der Talbevölkerung gelungen war, sich auf juristische und militärische Weise von der Herrschaft norditalienischer Adelsfamilien zu lösen, leistete sie 1495 einen Treueeid auf die Schutzmacht Uri. 1502 bestimmte die Eidgenössische Tagsatzung Lottigna zur Residenz des Landvogtes von Blenio, der im zweijährlichen Turnus von den drei Besatzungsmächten Uri, Schwyz und Nidwalden berufen wurde. Die bei der Talbevölkerung zunehmend unbeliebte Herrschaft der drei Urkantone hielt im Ancien Régime bis ins Jahr 1798 an. Im Rahmen der die gesamte Schweiz betreffenden Umwälzungen nach der Französischen Revolution gelangte Lottigna in der Helvetischen Republik kurzzeitig unter die Verwaltung des Kantons Bellinzona und gehört heute zum 1803 neu gegründeten Kanton Tessin. Seinen Status als Hauptort des Bezirks Blenio verlor das Dorf Lottigna an die Fraktion Acquarossa und danach an Comprovasco (Leontica).
Lottigna wurde, wie das übrige Bleniotal, seit Beginn des modernen Zeitalters von der Auswanderung geprägt, welche zunächst hauptsächlich nach Italien und später nach Übersee führte. Parallel dazu entwickelte sich eine saisonale Auswanderung in die urbanen Zentren Europas, namentlich in französische, belgische und englische Grossstädte. Wichtigster Erwerbszweig dieser teilweise zu Wohlstand gelangten Auswanderer war das Hotel- und Gaststättengewerbe und der Handel mit selbst hergestellten Süsswaren. So betrieb zum Beispiel die Familie von Pietro und Luigi Reggiori (1853–1924) ein Restaurant in London in King’s Cross in der Euston Road 1 & 3.
Am 4. April 2004 fusionierte Lottigna zusammen mit Castro, Corzoneso, Dongio, Largario, Leontica, Marolta, Ponto Valentino und Prugiasco zur neuen Gemeinde Acquarossa. Lottigna bildet aber nach wie vor die eigenständige Bürgergemeinde Patriziato Generale di Aquila, Torre, Lottigna.

## Bevölkerung
Einwohnerzahlen: Volkszählungsdaten

## Sehenswürdigkeiten
- Pfarrkirche Santi Pietro e Paolo[8][9]
- Pfarrhaus[10]
- Museo della Valle di Blenio: Museum des Bleniotals in der Casa dei Landfogti (auch: Palazzo del Pretorio)[8][11]
- Le Terme[12]
- Villa Antognoli, 1913 nach Plänen von Elvidio Casserini erbaut, ab 1933 im Besitz von Giuseppe Pagani, dem Eigentümer der Schokoladenfabrik Cima Norma.[13][8]

## Bilder

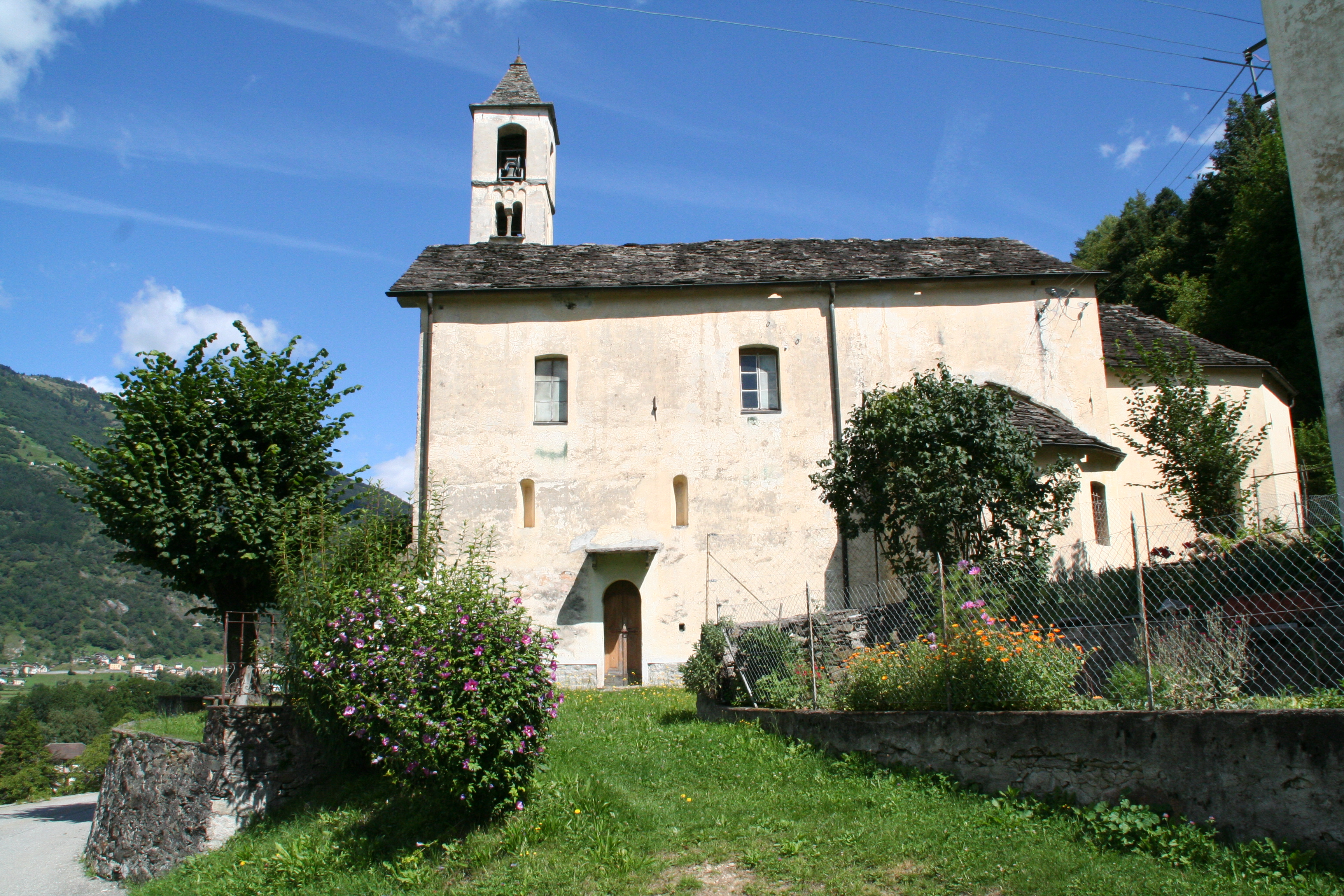
Pfarrkirche Santi Pietro e Paolo
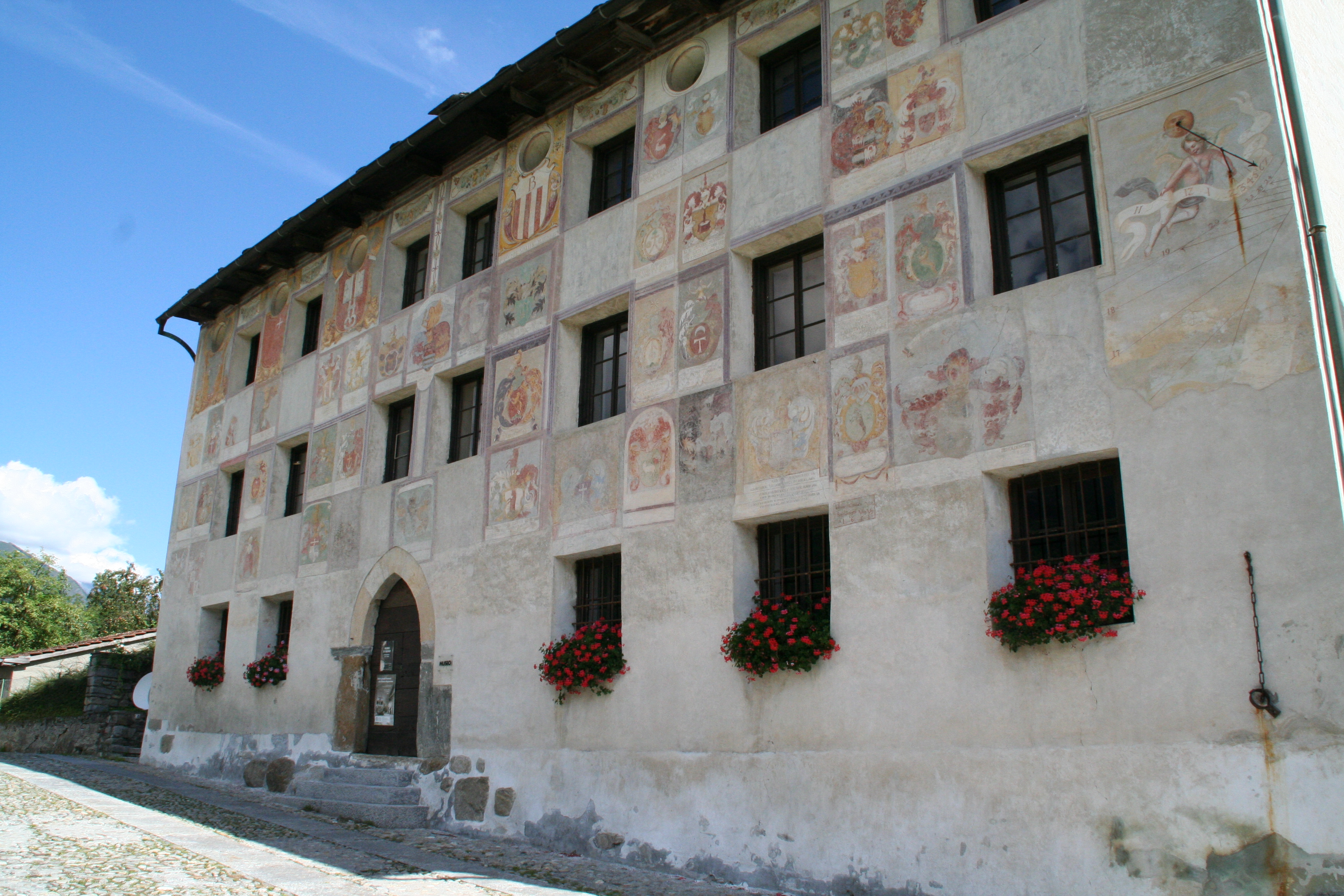
Casa della Giustizia oder dei Landfogti
W. Friedli: Blick auf die Thermen von Acquarossa (1954)
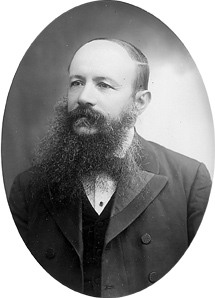
Mosè Bertoni (1910)